# Salomon von Qvoten
Salomon Poulsen von Qvoten (flor. 1720) var en dansk teaterleder.
Von Qvoten træffes, efter otte års tjeneste i fodgarden, i Aarhus 1711 som «Okulist, Sten- og Broksnider».
Fire år senere havde han forlagt sin virksomhed til København, hvor han i adskillige år stræbte at få teaterprivilegium; 1718 skal han dog have fået bevilling til at give tyske komedier, gik året efter i kompagni med Etienne Capion, ejer af et teaterprivilegium, og gav også 1720 nogle forestillinger i det lille gjethus på Kongens Nytorv, men fællesskabet hævedes snart, og da han 1722 ene søgte om tilladelse til at give tyske komedier uden for staden, nægtedes denne ham.
Derefter synes von Qvoten i en del år at have ladet sig nøje med sin «tandbrækker»-virksomhed, men straks efter Christian VI’s død var han atter på færde med teaterplaner: i de første dage af 1747 søgte han med sin søn Julius von Quoten om privilegium på at give tyske komedier, men fik afslag og døde vistnok snart efter. Von Quoten var gift med Agnete født Meitman (død 3. december 1748).